# The Daily Courier (Kelowna)
The Daily Courier ist eine Lokalzeitung mit Hauptsitz in Kelowna, British Columbia. Sie erscheint in englischer Sprache, Herausgeber ist Terry Armstrong.

## Geschichte
The Daily Courier, der sein Verbreitungsgebiet im zentralen Okanagan County hat und an sieben Tagen in der Woche erscheint, gilt als die älteste Zeitung der Region. Sie wurde im Jahr 1904 unter dem Namen Kelowna Clarion erstmals herausgegeben und ist heute Teil der Continental Newspapers' Okanagan Valley Newspaper Group. Bedient werden Leser von Vernon bis Peachland. Die Wochenendausgaben (samstags und sonntags) werden unter dem Namen Okanagan bis an die US-amerikanische Grenze distribuiert. Seit dem Jahr 1975 ist die Zeitung Mitglied des Kelowna Chamber of Commerce.

## Auflage
Im Jahr 2011 betrug die Auflage der Zeitung täglich 12.913 Exemplare (13.078 samstags und 12.564 sonntags).